# 艾德·維濟
（1968年6月5日—）是英國政治人物，原是英國保守黨黨員，2019年9月因議會表決時不支持同黨首相鮑里斯·強森的脫歐提案，因而被開除黨籍。曾任文化、通信與創意產業部長，國家元首議會副秘書長，負責文化、媒體和體育部（DCMS）和商業部，創新和技能部（BIS）。從政前是一個媒體專欄作家和評論員。